# Великі Гірки (Калінінградська область)
Великі Гірки (рос. Большие Горки) — селище Гвардійського міського округу, Калінінградської області Росії. Входить до складу Зоринського сільського поселення.
Населення — 144 особи (2015 рік).

## Населення
| 2002 | 2010 |
| ---- | ---- |
| 171  | ↘144 |